# هيذر تاتشر
هيذر تاتشر (بالإنجليزية: Heather Thatcher)‏ ممثلة بريطانية (ولدت يوم 3 سبتمبر 1896 في لندن) أبرز أعمالها فيلم الحياة الخاصة لدون جوان مع دوغلاس فيربانكس

## روابط خارجية
- هيذر تاتشر على موقع IMDb (الإنجليزية)
- هيذر تاتشر على موقع ألو سيني (الفرنسية)
- هيذر تاتشر على موقع ميوزك برينز (الإنجليزية)
- هيذر تاتشر على موقع أول موفي (الإنجليزية)
- هيذر تاتشر على موقع قاعدة بيانات الأفلام السويدية (السويدية)
- هيذر تاتشر على موقع ديسكوغز (الإنجليزية)
- هيذر تاتشر على موقع قاعدة بيانات الفيلم (الإنجليزية)
- هيذر تاتشر على موقع كينوبويسك (الروسية)